# 油酸铵
油酸铵是一种羧酸盐，化学式为C17H33COONH4。它可由氨气和油酸的乙醚溶液反应制得，或直接由氨水和油酸反应得到，其水溶液呈碱性。它的近晶熔点为41.6±1 °C，各向同性液体温度为69.4±1 °C。它的临界胶束浓度为0.4 g/L。